# Opere liriche di Georg Friedrich Händel

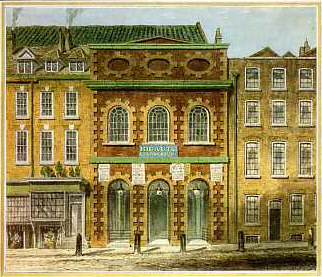
L'opera house nel Haymarket—dapprima conosciuto come il Teatro della Regina (Queen's Theatre) e più tardi come il Teatro del Re (King's Theatre)—dove molte delle opere di Händel furono eseguite per la prima volta. Illustrazione di William Capon.

Le opere liriche di Georg Friedrich Händel comprendono 42 drammi musicali che furono scritti tra il 1705 ed il 1741 in vari generi.

## Storia
Iniziò a comporre opere in Germania e poi per un breve periodo in Italia con modesto successo. Non ebbe molta fortuna in questo genere fino al suo trasferimento in Inghilterra. La sua prima opera in Inghilterra, Rinaldo (1711), fu accolta con entusiasmo e diverse altre opere italiane ben presto fecero seguito. Tuttavia il posizionamento di Händel come figura centrale dell'opera in Inghilterra durante il XVIII secolo non si solidificò fino a quando, sotto l'influenza di Thomas Arne, non iniziò a comporre grandi opere con testi in lingua inglese. Anche se quasi tutte le sue opere in lingua inglese sono tecnicamente oratori e non opere, molti di loro, come Semele (1744), sono diventati una parte importante del repertorio operistico. La prima opera (opera seria - opera seria italiana) di Händel fu Almira (1705).
Durante i 36 anni in cui l'opera italiana fu la sua principale preoccupazione, Händel aderì strettamente alla forma tipica del periodo, determinato dalla precedenza data al canto solista ed alla presentazione sul palcoscenico, in cui i cambi di scena venivano fatti di fronte alla pubblico e il sipario non veniva abbassato fino alla conclusione del lavoro. I recitativi, che precedevano le arie solistiche, di solito in forma di da capo (anche se spesso con un ritorno ridotto alla sezione principale), dominano le opere e le scene sono normalmente concepite per iniziare con diversi personaggi in scena, ognuno dei quali canta un'aria e poi esce. L'ultima scena si conclude in genere con un coro cantato da solisti; gli ensemble sono altrimenti atipici e principalmente limitati a scene di celebrazione comune; solo "Dall'orror" nell'atto 3 di Alcina (1735) raggiunge la profondità dei cori nelle opere corali inglesi. Le opere di Händel sembrano quindi essere molto simili a quelle dei suoi contemporanei; ciò che le rende uniche è la brillantezza della musica che trasmette sapientemente con immediato fervore gli stati emotivi dei personaggi nel contesto del dramma.

## Panorama

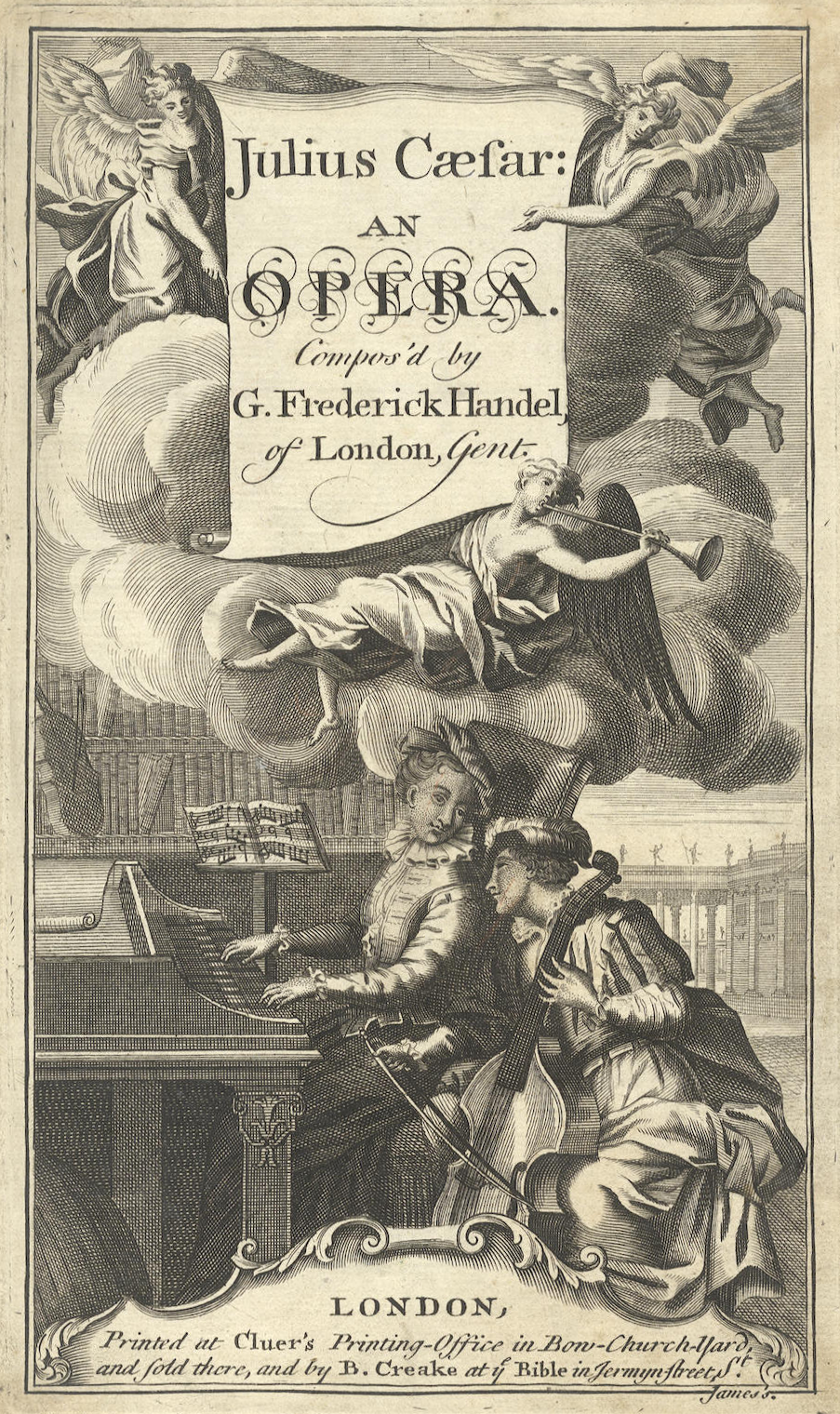
Prima edizione del Giulio Cesare di Händel (1724)

Le opere precedenti di Händel tendevano a essere di natura più leggera, anche se ci sono momenti intermittenti, come ad esempio la scena della prigione da Almira (1705), che sono altamente drammatici. La musica di Händel per le sue prime opere in Inghilterra derivava spesso da idee musicali ed espressioni trovati nelle sue cantate e altre opere scritte durante il suo tempo trascorso in Italia (1706-1709). Ad esempio, la struttura armonica caratteristica di Agrippina (1709), è ovviamente un riutilizzo di materiale conservato in questo periodo italiano. In generale le orchestrazioni di opere precedenti di Händel tendevano ad essere più ricche e più dolci che nelle sue opere successive, utilizzando strumenti supplementari come i fagotti per ottenere diversi colori tonali. La musica per Rinaldo (1711) in particolare utilizzava quattro trombe, una scelta strumentale che Händel non ha mai ripetuto altrove.

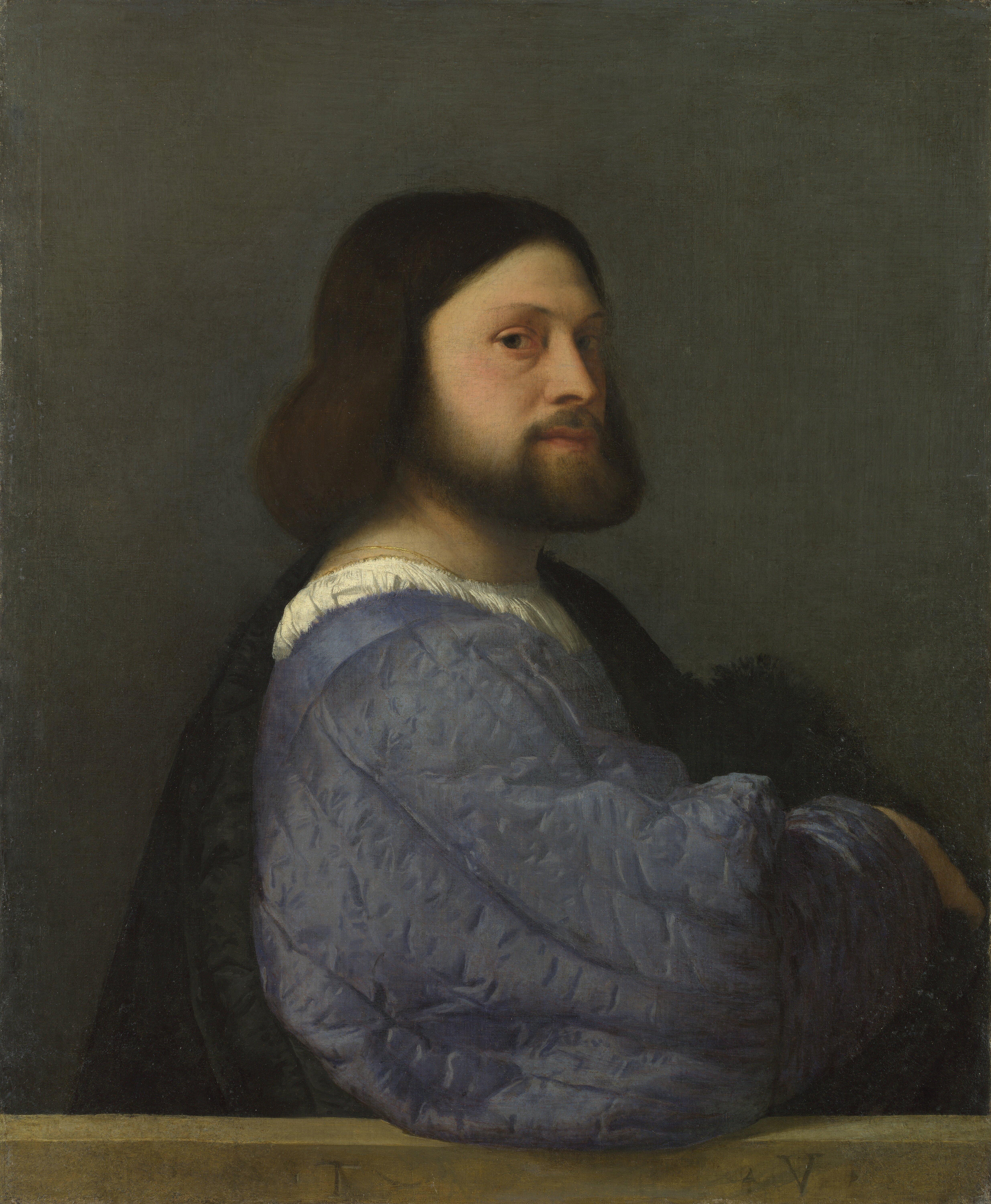
Ludovico Ariosto (1474-1533) il cui poema epico Orlando Furioso fu la base delle opere di Händel Orlando, Alcina, e Ariodante.

A cominciare da Ottone (1722), Händel compose numerose opere per la Royal Academy of Music nel 1720. Con l'eccezione di Flavio (1723), le opere di questo periodo sono più gravi nel tono e l'espressione musicale è più astutamente allineata al dramma che nelle sue precedenti opere. Di particolare importanza in questo periodo è Giulio Cesare (1724), che contiene una delle partiture più estese ed emotivamente potenti di Händel. In questo lavoro si trovano musica sontuosa ed abili caratterizzazioni che l'hanno resa una delle opere di Händel più frequentemente riproposte nel corso dei secoli XX e XXI. Degne di nota sono anche Tamerlano (1724) e Rodelinda (1725), che hanno ruoli da tenore principale particolarmente suggestivi che Handel scrisse appositamente per Francesco Borosini. Le opere successive che Händel scrisse per l'Accademia non furono un successo come le precedenti. I due principali soprani dell'Accademia, Francesca Cuzzoni e Faustina Bordoni, erano altamente competitive e Händel dovette soddisfare entrambe ugualmente in queste ultime opere dell'Accademia. Con l'eccezione di Admeto (1727), il tentativo di bilanciare i due ruoli principali di soprano all'interno di un'unica opera ha dimostrato di ostacolare il lavoro sia musicalmente che drammaticamente.
Durante il 1730, Händel tornò a scrivere opere di carattere comico e fantastico o eroico, in gran parte perché non aveva più tempo per soddisfare i gusti dell'Accademia nella scelta di libretti. Queste opere, come Partenope (1730), Orlando (1733) e Alcina (1735), furono influenzate dalle opere di Leonardo Vinci e Leonardo Leo e sono scritti in modo pre-classico. Durante questo periodo, Händel iniziò a utilizzare più spesso le scene nelle sue opere e verso la metà degli anni 1730 stava scrivendo alcune delle sue arie più drammaticamente commoventi, come ad esempio la scena della follia di Orlando e la fine dell'Atto 2 di Alcina. La dimensione delle orchestre di questi lavori era anche più grande, in quanto Händel utilizzò 12 violini, 8 viole, 6 violoncelli, 4 contrabbassi e due clavicembali, oltre a quattro fagotti e una serie di altri strumenti a fiato. In opere come Oreste (1734), Händel tentò di sintetizzare l'opera italiana con l'opera francese nelle sequenze di danze e cori, ma non fece ulteriori sperimentazioni in questo settore al di fuori delle opere del 1734 e 1735. Due delle opere di questo periodo, Ariodante (1735) e Atalanta (1736) si discostavano dai libretti eroici tradizionalmente utilizzati da Händel, adottando una intimità romantica più realistica.
Entro la fine del 1730, l'attenzione di Händel fu distolta sempre più da comporre opere e molto più focalizzata sull'oratorio inglese. Un certo numero di sue opere dal 1737 mancano della brillantezza dei suoi lavori precedenti, molto probabilmente a causa di questo mutamento di interesse. Eppure le sue opere Giustino (1737) e Serse (1738) contengono musica molto bella. Serse si distingue anche per aver mescolato con successo la commedia e la tragedia toccante in una trama magistralmente artigianale, uno sviluppo ripetuto con meno successo in Imeneo (1740). L'ultima opera italiana di Händel, Deidamia, fu prodotta nel 1741 e non fu accolta molto bene, poiché il gusto degli inglesi per l'opera italiana era ormai tramontato. Händel tornò ancora una volta al teatro musicale con la semi-opera Alceste nel 1750.

## Lista delle opere
Di seguito è riportato un elenco completo delle opere liriche di Händel. Sono tutte opere serie in tre atti se non diversamente indicato.
L'Händel House Museum al 25 di Brook Street e la BBC Radio 3 lavorarono insieme per celebrare la vita e la musica di Händel nel 2009, con la BBC Radio 3 che trasmise tutte le 42 opere complete, 8 gennaio – 25 luglio 2009.
| HWV    | Titolo                                                                                  | Libretto | Data della Prima             | Luogo della Prima, Teatro                      | Ripresa moderna | Annotazioni |
| ------ | --------------------------------------------------------------------------------------- | --- | ---------------------------- | ---------------------------------------------- | --- | --- |
| 1      | Almira (Der in Krohnen erlangte Glücks-Wechsel, o Alimira, Königin von Castilien)       | Friedrich Christian Feustking, da Giulio Pancieri | 8 gennaio 1705               | Amburgo, Theater am Gänsemarkt                 | 4 giugno 1994, Händel Festival, Bad Lauchstädt                                                                           | Parte della musica è perduta; indicata come uno Singspiel ma non ha dialoghi parlati                                                          |
| 2      | Nero o Die durch Blut und Mord erlangte Liebe (Die durch Blut und Mord erlangete Liebe) | Friedrich Christian Feustking | 25 febbraio 1705             | Amburgo, Theater am Gänsemarkt                 | | Musica perduta |
| 3      | Florindo (Der beglückte Florindo)                                                       | Heinrich Hinsch | gennaio 1708                 | Amburgo, Theater am Gänsemarkt                 | | Quasi tutta la musica è perduta |
| 4      | Daphne (Die verwandelte Daphne)                                                         | Heinrich Hinsch | gennaio 1708                 | Amburgo, Theater am Gänsemarkt                 | | Seguito di Florindo, ideata per essere eseguita il giorno dopo. Quasi tutta la musica è perduta                                               |
| 5      | Rodrigo (Vincer se stesso è la maggior vittoria)                                        | Da II duello d'Amore e di Vendetta di Francesco Silvani libretto in italiano Archiviato il 5 giugno 2011 in Internet Archive.                                                        | novembre 1707                | Firenze, Teatro di via del Cocomero            | 1984, Innsbruck | Parte della musica è perduta. |
| 6      | Agrippina                                                                               | Vincenzo Grimani | 26 dicembre 1709, inizi 1710 | Venezia, Teatro San Giovanni Grisostomo        | 1943, Halle, Sassonia-Anhalt                                                                                             | |
| 7a/b   | Rinaldo                                                                                 | Giacomo Rossi/Aaron Hill, dalla Gerusalemme liberata del Tasso, libretto in italiano Archiviato il 20 febbraio 2011 in Internet Archive.                                             | 24 febbraio 1711             | Londra, Queen's Theatre                        | giugno 1954, Händel Festival                                                                                             | HWV 7b è la revisione del 1731; esiste anche il libretto di una versione del 1717                                                             |
| 8a/b/c | Il pastor fido                                                                          | Giacomo Rossi, da Battista Guarini 8b libretto in italiano Archiviato il 5 giugno 2011 in Internet Archive., 8c libretto in italiano Archiviato il 6 marzo 2009 in Internet Archive. | 22 novembre 1712             | Londra, Queen's Theatre                        | 20 giugno 1948, Handel Festival Göttingen (versione 3 novembre 1734); 14 settembre 1971, Abingdon, (prima versione 1712) | HWV 8c designa la versione del maggio 1734 e la sua ripresa di novembre. Il prologo Tersicore aggiunto alla ripresa di novembre 1734 è la 8b. |
| 9      | Teseo                                                                                   | Nicola Francesco Haym, dal libretto per Thésée di Philippe Quinault libretto in italiano Archiviato il 5 giugno 2011 in Internet Archive.                                            | 10 gennaio 1713              | Londra, Queen's Theatre                        | 29 giugno 1947, Handel Festival Göttingen                                                                                | 5 atti |
| 10     | Lucio Cornelio Silla                                                                    | Giacomo Rossi, da Vite parallele di Plutarco libretto in italiano Archiviato il 5 dicembre 2010 in Internet Archive.                                                                 | 2 giugno 1713?               | Londra, Queen's Theatre? (o Burlington House?) | | Gran parte della musica fu riutilizzata in Amadigi                                                                                            |
| 11     | Amadigi di Gaula                                                                        | Rossi o Haym (?), da Amadis de Grèce di Antoine Houdar de La Motte, 1699 libretto in italiano Archiviato il 5 dicembre 2010 in Internet Archive.                                     | 25 maggio 1715               | Londra, King's Theatre                         | Osnabrück, 1929 | Varie aggiunte durante la produzione iniziale ed i revival del 1716 e 1717                                                                    |
| 12a/b  | Radamisto                                                                               | Haym (?), da L'amor tirannico, o Zenobia di Domenico Lalli libretto in italiano | 27 aprile 1720               | Londra, King’s Theatre                         | 27 giugno 1927, Handel Festival Göttingen                                                                                | Esistono i libretti delle versioni riviste del dicembre 1720 e 1728.                                                                          |
| 13     | Muzio Scevola                                                                           | Paolo Rolli, su rielaborazione di Nicolò Minato di un libretto di Silvio Stampiglia libretto in italiano Archiviato il 5 dicembre 2010 in Internet Archive.                          | 15 aprile 1721               | Londra, King’s Theatre                         | 1928, Essen (solo il III atto)                                                                                           | solo il III atto è di Handel |
| 14     | Floridante                                                                              | Rolli, da La costanza in trionfo di Francesco Silvani libretto in italiano Archiviato il 5 giugno 2011 in Internet Archive.                                                          | 9 dicembre 1721              | Londra, King’s Theatre                         | 10 maggio 1962, Unicorn Theatre, Abingdon                                                                                | Versioni revisionate ebbero la prima nel 1722, 1727 e 1733                                                                                    |
| 15     | Ottone                                                                                  | Haym, dal libretto di Stefano Benedetto Pallavicino per l'opera Teofane di Antonio Lotti libretto in italiano Archiviato il 9 maggio 2010 in Internet Archive.                       | 12 gennaio 1723              | Londra, King’s Theatre                         | 5 luglio 1921, Handel Festival Göttingen                                                                                 | Versioni revisionate ebbero la prima nel 1726 e 1733                                                                                          |
| 16     | Flavio                                                                                  | Haym, da Il Flavio Cuniberto di M. Noris libretto in italiano Archiviato il 5 giugno 2011 in Internet Archive.                                                                       | 14 maggio 1723               | Londra, King’s Theatre                         | 2 luglio 1967, Handel Festival Göttingen                                                                                 | Esiste anche il libretto della revisione del 1732                                                                                             |
| 17     | Giulio Cesare                                                                           | Haym libretto in italiano Archiviato il 5 giugno 2011 in Internet Archive. | 20 febbraio 1724             | Londra, King’s Theatre                         | 1922, Handel Festival Göttingen                                                                                          | |
| 18     | Tamerlano                                                                               | Haym, da Agostin Piovene e Nicholas Pradon libretto in italiano Archiviato il 5 giugno 2011 in Internet Archive.                                                                     | 31 ottobre 1724              | Londra, King’s Theatre                         | 7 settembre 1924, Karlsruhe                                                                                              | |
| 19     | Rodelinda                                                                               | Haym, da Antonio Salvi, a sua volta derivato dal lavoro di Pierre Corneille, Pertharite, roi des Lombards libretto in italiano                                                       | 13 febbraio 1725             | Londra, King’s Theatre                         | 26 giugno 1920, Handel Festival Göttingen                                                                                | |
| 20     | Scipione                                                                                | Rolli libretto in italiano Archiviato il 23 novembre 2009 in Internet Archive. | 12 marzo 1726                | Londra, King’s Theatre                         | 1937, Handel Festival Göttingen                                                                                          | |
| 21     | Alessandro                                                                              | O Mauro libretto in italiano Archiviato il 5 giugno 2011 in Internet Archive. | 5 maggio 1726                | Londra, King’s Theatre                         | 1959, Stoccarda (in tedesco)                                                                                             | |
| 22     | Admeto                                                                                  | Haym libretto in italiano | 31 gennaio 1727              | Londra, King’s Theatre                         | 1964, Abingdon | |
| 23     | Riccardo Primo                                                                          | Rolli, da Francesco Briani libretto in italiano Archiviato il 5 giugno 2011 in Internet Archive.                                                                                     | 11 novembre 1727             | Londra, King’s Theatre                         | 8 luglio 1964, Teatro Sadler's Wells (Handel Opera Society), Londra                                                      | |
| 24     | Siroe                                                                                   | Haym, da Pietro Metastasio libretto in italiano Archiviato il 5 giugno 2011 in Internet Archive.                                                                                     | 17 febbraio 1728             | Londra, King’s Theatre                         | dicembre 1925, Gera | |
| 25     | Tolomeo                                                                                 | Haym, adattamento da Carlo Sigismondo Capece libretto in italiano Archiviato il 5 giugno 2011 in Internet Archive.                                                                   | 30 aprile 1728               | Londra, King’s Theatre                         | 19 giugno 1938, Handel Festival Göttingen                                                                                | |
| 26     | Lotario                                                                                 | Da Antonio Salvi libretto in italiano Archiviato il 5 giugno 2011 in Internet Archive.                                                                                               | 2 dicembre 1729              | London, King’s Theatre                         | 3 settembre 1975, Kenton Theatre, Henley-on-Thames                                                                       | |
| 27     | Partenope                                                                               | Da Silvio Stampiglia libretto in italiano Archiviato il 5 giugno 2011 in Internet Archive.                                                                                           | 24 febbraio 1730             | Londra, King’s Theatre                         | 23 giugno 1935, Handel Festival Göttingen                                                                                | |
| 28     | Poro, re delle Indie                                                                    | Da Metastasio libretto in italiano Archiviato il 5 giugno 2011 in Internet Archive.                                                                                                  | 2 febbraio 1731              | Londra, King’s Theatre                         | 1928, Braunschweig | |
| 29     | Ezio                                                                                    | Metastasio libretto in italiano Archiviato il 16 luglio 2011 in Internet Archive. | 15 gennaio 1732              | Londra, King’s Theatre                         | 30 giugno 1926, Handel Festival Göttingen                                                                                | |
| 30     | Sosarme                                                                                 | Da Salvi libretto in italiano Archiviato il 5 giugno 2011 in Internet Archive. | 15 febbraio 1732             | Londra, King’s Theatre                         | 1970, Abingdon | |
| 31     | Orlando                                                                                 | Da Capece, a sua volta dall'Orlando furioso di Ludovico Ariosto libretto in italiano                                                                                                 | 27 gennaio 1733              | Londra, King’s Theatre                         | 6 maggio 1959, Abingdon                                                                                                  | |
| 32     | Arianna in Creta                                                                        | Da Arianna e Teseo di Pietro Pariati | 26 gennaio 1734              | Londra, King’s Theatre                         | | |
| A 11   | Oreste                                                                                  | Da Giangualberto Barlocci | 18 dicembre 1734             | Londra, Covent Garden Theatre                  | 1990, Karlsruhe | Pasticcio |
| 33     | Ariodante                                                                               | Da Salvi, a sua volta da Orlando furioso di Ariosto libretto in italiano Archiviato il 5 dicembre 2010 in Internet Archive.                                                          | 8 gennaio 1735               | Londra, Covent Garden Theatre                  | | 2016, Stagione lirica Canadian Opera Company, TorontoII                                                                                       |
| 34     | Alcina                                                                                  | Dall'Orlando furioso di Ariosto libretto in italiano | 16 aprile 1735               | Londra, Covent Garden Theatre                  | 1928, Lipsia | |
| 35     | Atalanta                                                                                | Da Belisario Valeriani libretto in italiano Archiviato il 5 giugno 2011 in Internet Archive.                                                                                         | 12 maggio 1736               | Londra, Covent Garden Theatre                  | 1970, Hintlesham Festival, Hintlesham                                                                                    | |
| 36     | Arminio                                                                                 | Da Salvi libretto in italiano Archiviato il 5 giugno 2011 in Internet Archive. | 12 gennaio 1737              | Londra, Covent Garden Theatre                  | 23 febbraio 1935, Lipsia (in tedesco)                                                                                    | |
| 37     | Giustino                                                                                | Adattamento dal Giustino di Pariati, a sua volta dal Giustino di Nicolò Beregan libretto in italiano Archiviato il 6 dicembre 2010 in Internet Archive.                              | 16 febbraio 1737             | Londra, Covent Garden Theatre                  | 21 aprile 1963, Abingdon                                                                                                 | |
| 38     | Berenice                                                                                | Da Salvi | 18 maggio 1737               | Londra, Covent Garden Theatre                  | | |
| 39     | Faramondo                                                                               | Adattamento da Faramondo di Apostolo Zeno libretto in italiano Archiviato il 5 dicembre 2010 in Internet Archive.                                                                    | 3 gennaio 1738               | Londra, King’s Theatre                         | 5 marzo 1976, Händel Festival                                                                                            | |
| A 13   | Alessandro Severo                                                                       | Da Apostolo Zeno | 25 febbraio 1738             | Londra, King’s Theatre                         | 18 marzo 1997, Britten Theatre, Royal College of Music, Londra                                                           | Pasticcio |
| 40     | Serse                                                                                   | Da Stampiglia libretto in italiano | 15 aprile 1738               | Londra, King’s Theatre                         | 5 luglio 1924, Handel Festival Göttingen                                                                                 | Nota anche come Xerxes |
| A 14   | Giove in Argo                                                                           | Antonio Maria Lucchini | 1 maggio 1739                | Londra, King’s Theatre                         | 15 settembre 2006, Markgräfliches Opernhaus, Bayreuth                                                                    | Pasticcio |
| 41     | Imeneo                                                                                  | Dall'Imeneo di Stampiglia | 22 novembre 1740             | Londra, teatro a Lincoln's Inn Fields          | 13 marzo 1960, Händel Festival                                                                                           | |
| 42     | Deidamia                                                                                | Rolli libretto in italiano | 10 gennaio 1741              | Londra, teatro a Lincoln's Inn Fields          | | |
| 49     | Acis and Galatea                                                                        | John Gay, sulla traduzione di John Dryden di "The Story of Acis, Polyphemus and Galatea" dalle Metamorfosi di Ovidio                                                                 | 1718                         | Cannons, Little Stanmore                       | | Descritta come serenata, masque, opera pastorale, "piccola opera" (dal compositore), intrattenimento, o oratorio                              |